# Поскотін Адольф Федорович
Адо́льф Фе́дорович Поско́тін (нар. 11 липня 1937, Іваново, СРСР — пом. 31 січня 2015) — радянський футболіст, півзахисник, відомий насамперед завдяки виступам у складі сімферопольського «Авангарда» та харківського «Металіста». Після завершення активних виступів розпочав тренерську кар'єру. Майстер спорту СРСР.

## Життєпис
Адольф Поскотін народився в Іванові, де й почав займатися футболом під керівництвом Павла Колотілова. У 20-річному віці потрапив до місцевого «Текстильника», у складі якого провів два сезони. У 1959 році Поскотін із низкою молодих і маловідомих футболістів, серед яких були зокрема Микола Гостєв та Костянтин Цимбалюк, перейшов до складу сімферопольського «Авангарда», що вважався одним з провідних клубів класу «Б». Місце у чільній «одинадцятці» нової команди вдалося завоювати лише після зміни позиції — відтепер Поскотіна дедалі більше використовували у центральній частині поля, аніж у захисті. У 1962 році «Авангарду» вдалося здобути «бронзу» української зони класу «Б». Цей сезон став для Поскотіна останнім у формі сімферопольського клубу.
Вже наступного року півзахисник уклав угоду з іншим «Авангардом» — харківським, що згодом було перейменовано на «Металіст». У 1965 році харків'яни з Поскотіним у складі здобули «бронзу» другої групи класу «А», а за три роки посіли 2-ге місце у другій підгрупі цього ж турніру. По завершенні 1968 року Адольф Поскотін вирішив завершити кар'єру гравця. У складі «Металіста» в чемпіонатах СРСР він провів 180 матчів, відзначившись 5 забитими у ворота суперників м'ячами.
Після закінчення активних виступів Адольф Федорович вступив до Вищої школи тренерів, яку закінчив з відзнакою та отримав звання тренера найвищої кваліфікації. Стажування проходив у київському «Динамо» під керівництвом Валерія Лобановського, Олега Базилевича та Анатолія Зеленцова. Тренерський шлях розпочав з роботи наставником колективів фізкультури — протягом декількох років очолював студентську команду Харківського авіаційного інституту, з якою став чемпіоном України та СРСР серед студентських колективів. Згодом Поскотін повернувся до «Металіста», увійшовши до тренерського штабу команди, а у 1976 році, після відставки Олега Ошенкова, очолив харківський клуб. Під його керівництвом харків'яни стали срібними призерами чемпіонату УРСР.
Після роботи з «Металістом» Адольф Федорович двічі очолював «Кривбас», тренував харківський «Маяк» та керченський «Океан», однак серйозних успіхів з жодним з клубів не досяг. Значно більшими його досягнення виявилися на ниві роботи з молодіжними командами — Поскотін приклав руку до становлення таких футболістів, як Сергій Балтача, Юрій Сивуха, Віктор Каплун, Валентин Крячко та Володимир Безсонов, що стали чемпіонами світу серед молоді у 1977 році.
У 1990 році Адольф Поскотін перебрався до Краснодарського краю, де увійшов до тренерського штабу місцевої «Кубані». Наступного року він знову повернувся до України заради роботи в сумському «Автомобілісті», очолюваному Михайлом Фоменком, однак ця співпраця виявилася нетривалою і Поскотін знову вирушив до Росії. У травні-червні 1993 року він очолював краснодарський «Колос», а згодом зосередився на дитячо-юнацькому футболі, відкривши училище олімпійського резерву на базі сочинської «Жемчужини». Наступним викликом для Поскотіна стало відкриття у Краснодарі шкіл «Центр-Р» та «Краснодар-2000», футболістів яких він приводив до звання найсильніших у країні.
У 1997 році Адольф Федорович повертається до тренерського штабу «Кубані», а у травні наступного року очолює клуб. Втім, йому не вдалося виконати поставлене завдання та врятувати команду від вильоту з першого дивізіону. Останнім клубом, у якому працював Поскотін, став черкеський «Нарт». Після того він вийшов на пенсію та мешкав у місті Сочі. Помер 31 січня 2015 року.

## Досягнення
Кар'єра гравця
- Бронзовий призер другої групи класу «А» чемпіонату СРСР (1): 1965
- Срібний призер 2-ї підгрупи другої групи класу «А» чемпіонату СРСР (1): 1968
- Бронзовий призер зони УРСР класу «Б» чемпіонату СРСР (1): 1962

Тренерські здобутки
- Срібний призер чемпіонату УРСР (1): 1976

Індивідуальні відзнаки
- Майстер спорту СРСР

## Цікаві факти
- Після переходу до складу сімферопольського «Авангарда» Поскотін став представлятися Андрієм, хоча в документах, як і раніше, було зазначене ім'я, дане йому при народженні — Адольф.